# 玉梁渠
玉梁渠，隋朝、唐朝水利工程。在今河南省息县西北。
隋文帝仁寿年间，在息县北五十里开玉梁渠，是渠塘结合（长藤结瓜）式的古代灌溉工程。渠址在蔡州新息县。唐玄宗开元年间，令薛务增浚水渠，能灌溉田地三千余顷。《元和郡县志》、《新唐书·地理志》都有记载。